# Vuelvo al Sur
«Vuelvo al Sur» es una canción con ritmo de tango escrita por Astor Piazzolla, con letra de Pino Solanas. La canción fue compuesta como parte de la banda sonora de la película de Solanas, Sur, en 1988.

## Película
«Vuelvo al Sur» es parte de la banda sonora de Sur, película de Fernando Pino Solanas, de 1988. Dentro de la película, se escucha al final, con los créditos, interpretada por Roberto Goyeneche en la voz y Néstor Marconi en el bandoneón. La canción guarda relación con Sur de Aníbal Troilo, también presente en el film.

## Grabaciones
La pieza de Piazzolla y Solanas ha sido ampliamente versionada, y particularmente destacan las interpretaciones de Roberto Goyeneche, Mercedes Sosa, Caetano Veloso, entre otras. La versión de Goyeneche, que es la primera, fue incluida en la banda sonora de la película Sur. También fue grabada por el mismo Goyeneche en 1989, junto al bandoneonista Néstor Marconi, en el disco Tangos del sur.
En 1994 fue interpretada por Caetano Veloso en su disco Fina estampa.
Julia Zenko, incluyó una versión de Vuelvo al Sur en su disco Julia de Buenos Aires, del año 1998. Más tarde, Yo-Yo Ma le propuso realizar una versión de la canción junto a otras más, como parte de su gira por Japón.
En el año 2000, Gotan Project, realiza una versión de Vuelvo al Sur dentro de su disco La Revancha del Tango.
La cantante Teresa Salgueiro realizó una versión junto con el Lusitânia Ensemble para el disco La Serena en el año 2007.